# Leichtathletik-Weltmeisterschaften 2022/Teilnehmer (Tschad)
| Goldmedaillen | Silbermedaillen | Bronzemedaillen |
| ------------- | --------------- | --------------- |
| —             | —               | —               |

Der Tschad meldete die Teilnahme eines Athleten an den Leichtathletik-Weltmeisterschaften 2022 in Eugene.

## Ergebnisse

### Männer

#### Laufdisziplinen
| Athlet              | Disziplin | Vorlauf | Vorlauf | Halbfinale | Halbfinale | Finale | Finale |
| Athlet              | Disziplin | Zeit    | Platz   | Zeit       | Platz      | Zeit   | Platz  |
| ------------------- | --------- | ------- | ------- | ---------- | ---------- | ------ | ------ |
| Ali Hissein Mahamat | 5000 m    | DNS     | DNS     |            |            | DNQ    | DNQ    |